# Episodi di The Gallant Men
La prima e unica stagione della serie televisiva The Gallant Men è andata in onda negli Stati Uniti dal 5 ottobre 1962 al 1º giugno 1963 sulla ABC.
| nº | Titolo originale               | Prima TV USA     |
| -- | ------------------------------ | ---------------- |
| 1  | The Gallant Men                | 5 ottobre 1962   |
| 2  | Retreat to Concord             | 12 ottobre 1962  |
| 3  | And Cain Cried Out             | 19 ottobre 1962  |
| 4  | The Ninety-Eight Cent Man      | 26 ottobre 1962  |
| 5  | One Moderately Peaceful Sunday | 2 novembre 1962  |
| 6  | Lesson for a Lover             | 9 novembre 1962  |
| 7  | And the End of Evil Things     | 16 novembre 1962 |
| 8  | Some Tears Fall Dry            | 23 novembre 1962 |
| 9  | Fury in a Quiet Village        | 30 novembre 1962 |
| 10 | Signals for an End Run         | 7 dicembre 1962  |
| 11 | Robertino                      | 14 dicembre 1962 |
| 12 | Advance and Be Recognized      | 29 dicembre 1962 |
| 13 | To Hold Up a Mirror            | 5 gennaio 1963   |
| 14 | Boast Not of Tomorrow          | 12 gennaio 1963  |
| 15 | The Dogs of War                | 19 gennaio 1963  |
| 16 | The Bridge                     | 26 gennaio 1963  |
| 17 | The Leathernecks               | 2 febbraio 1963  |
| 18 | Next of Kin                    | 9 febbraio 1963  |
| 19 | Operation Secret               | 16 febbraio 1963 |
| 20 | The Warriors                   | 23 febbraio 1963 |
| 21 | One Puka Puka                  | 2 marzo 1963     |
| 22 | Ol´ Buddy                      | 9 marzo 1963     |
| 23 | A Taste of Peace               | 16 marzo 1963    |
| 24 | The Crucible                   | 23 marzo 1963    |
| 25 | Tommy                          | 30 marzo 1963    |
| 26 | A Place to Die                 | 1º giugno 1963   |

## The Gallant Men
- Prima televisiva: 5 ottobre 1962
- Diretto da: Robert Altman
- Scritto da: Halsted Welles

### Trama
- Guest star: William Windom (Jake Miller), Robert Fortier (capitano Jergens), Sharon Hugueny (Rosa), Bill Quinn (colonnello)

## Retreat to Concord
- Prima televisiva: 12 ottobre 1962
- Diretto da: Richard C. Sarafian
- Scritto da: William Bruckner

### Trama
- Guest star: Victor Salinas (Pietro), Donald Zimmerman (medico), Sandy Kevin (soldato Saunders), Anna Bruno Lena (Felicia), Iphigenie Castiglioni (signora Cirasella), Carlo Tricoli (italiano), Peter Breck (Henry Draper)

## And Cain Cried Out
- Prima televisiva: 19 ottobre 1962
- Diretto da: Charles Rondeau
- Scritto da: Ken Pettus

### Trama
- Guest star: John Alonzo (sergente Morales), Donald Zimmerman (medico), Sandy Kevin (soldato Saunders), Robert Conrad (Griff Benedict), Ross Evans (German Officer), Tom Gilson (soldato Barlow), Robert Fortier (maggiore Jergens)

## The Ninety-Eight Cent Man
- Prima televisiva: 26 ottobre 1962
- Diretto da: Richard C. Sarafian
- Scritto da: Richard Adams

### Trama
- Guest star: Rudy Solari (Armitore), Chana Eden (Elena), Robert Fortier (maggiore Jergens), Sandy Kevin (soldato Saunders), Dal Jenkins (Medical Orderly), Frank DeKova (Legrini)

## One Moderately Peaceful Sunday
- Prima televisiva: 2 novembre 1962
- Diretto da: Richard C. Sarafian
- Scritto da: Montgomery Pittman

### Trama
- Guest star: Rudy Dolan (sergente Hensel), Edward Tierney (Schasheitlin), John Dehner (capitano Rauch), Don Kelly (caporale Smith), Peter Morgenstern (Stuckart), Walter Linden (Brock), Robert Fortier (maggiore Jergens)

## Lesson for a Lover
- Prima televisiva: 9 novembre 1962
- Diretto da: Charles Rondeau
- Scritto da: Richard Landau, Jerry Davis

### Trama
- Guest star: Eddie Durkin (tenente Ravetch), Dennis Cross (capitano Brogan), John van Dreelen (Francioso Cardinale), Fred Villani (Fabio), Marianna Hill (Maria Carducci)

## And the End of Evil Things
- Prima televisiva: 16 novembre 1962
- Diretto da: Richard C. Sarafian
- Scritto da: David Lang

### Trama
- Guest star: Tom Gilson (soldato Barlow), Peter Hellman (German Lieutenant), Stephen Lander (caporale Schloss), Buck Kartalian (Joey Lopuschok), Eric Braeden (operatore radio), Sandy Kevin (soldato Saunders)

## Some Tears Fall Dry
- Prima televisiva: 23 novembre 1962
- Diretto da: Charles Rondeau
- Scritto da: Don Tait

### Trama
- Guest star: Yale Summers (ufficiale), Jim Secrest (tenente Thompson), Robert Fortier (maggiore Jergens), Gail Kobe (Kathleen Palmer), Joey Russo (italiana), Rudy Carrella (italiana), Rita Lynn (Diva), Ralph Manza (Cafe Proprietor)

## Fury in a Quiet Village
- Prima televisiva: 30 novembre 1962
- Diretto da: Richard C. Sarafian
- Scritto da: Stephen Lord

### Trama
- Guest star: Doug Lambert (soldato Lindstrom), Richard Angarola (padre Gefolia), Malachi Throne (colonnello Shunesberg), Stefan Schnabel (Marshall Kleindorf), Walter Janowitz (capitano Hefler), Lisa Seagram (Angela)

## Signals for an End Run
- Prima televisiva: 7 dicembre 1962
- Diretto da: Richard C. Sarafian
- Scritto da: Berne Giler, David Giler

### Trama
- Guest star: Victor Romito (Partisan), Eduardo Ciannelli (Bassano), Mala Powers (Dina), Rodolfo Acosta (Lupo), John Karlen (tenente Tyrell)

## Robertino
- Prima televisiva: 14 dicembre 1962
- Diretto da: Charles Rondeau
- Scritto da: Herman Groves

### Trama
- Guest star: Walter Friedel (maggiore Strasser), Dieter Jacoby (German Sentry), Peter Soli (Robertino), Renzo Cesana (padre Rossi), Eve Marlowe (Maria), Sandy Kevin (soldato Saunders)

## Advance and Be Recognized
- Prima televisiva: 29 dicembre 1962
- Diretto da: Robert Totten
- Scritto da: James O'Hanlon, George O'Hanlon

### Trama
- Guest star: Pamela Gary (Nina Papetto), Mignon Gret (Maria), Sandy Kevin (soldato Saunders), Terry Becker (Gilmartin), Jack Reitzen (Itzo), Larry D. Mann (capitano Baer)

## To Hold Up a Mirror
- Prima televisiva: 5 gennaio 1963
- Scritto da: Charles Smith

### Trama
- Guest star: Pat Woodell (Gina), Uta Braun (Ilze Taurins), Sandy Kevin (soldato Saunders), Karl Held (maggiore Woelfel), Gary Campbell (Mike Wooster), Dolores Quinton (italiana), Paul Carr (soldato Joe Salford)

## Boast Not of Tomorrow
- Prima televisiva: 12 gennaio 1963
- Diretto da: Charles Rondeau
- Scritto da: Ken Pettus

### Trama
- Guest star: John Daheim (sergente Flannery), Paul Micale (Matteo), John Baer (tenente Latham), Ray Montgomery (maggiore Brennan), Genevieve Griffin (maggiore Phyllis Taylor), Laura Devon (tenente Diane Kirkland)

## The Dogs of War
- Prima televisiva: 19 gennaio 1963
- Diretto da: Charles Rondeau
- Scritto da: Jason Wingreen, Ken Pettus

### Trama
- Guest star: Barnaby Hale (capitano Harrison), Barry Cahill (sergente Briggs), Guy Stockwell (medico), Dianne Foster (Contessa)

## The Bridge
- Prima televisiva: 26 gennaio 1963
- Scritto da: Herman Groves

### Trama
- Guest star: Jana Taylor (Carla), Anthony Becket (Emil Buckner), Peter Brown (tenente Hodges), Ernest Sarracino (Signor Dinetti), James Almanzar (Antonio), George Murdock (sergente Varney)

## The Leathernecks
- Prima televisiva: 2 febbraio 1963
- Diretto da: Charles Rondeau
- Scritto da: Ken Pettus
- Soggetto di: Andy Rosenthal

### Trama
- Guest star: Don Kelly (capitano Barlow), Doug Lambert (soldato Loomis), Armand Alzamora (caporale Mazzini), Martin Brandt (Jacob Schneider), David Brandon (tenente Harper), George Murdock (Pfc. Cagel), Philip Carey (sergente Barragan)

## Next of Kin
- Prima televisiva: 9 febbraio 1963
- Diretto da: Robert Sparr
- Scritto da: Ken Pettus

### Trama
- Guest star: Al Lettieri (Arturo), Doris Dowling (Cristina), Stanley Adams (Nicolo Borelli), Victoria Vetri (Teresa Borelli)

## Operation Secret
- Prima televisiva: 16 febbraio 1963
- Scritto da: Richard Landau

### Trama
- Guest star: Tommy Farrell (sergente Motley), Vito Scotti (Giadenza), Albert Paulsen (generale Kile), George Gaynes (maggiore Neumann), Julie Van Zandt (infermiera), Justin Smith (maggiore Nemo), Maria Machado (Contessa Loren)

## The Warriors
- Prima televisiva: 23 febbraio 1963
- Diretto da: Richard C. Sarafian
- Scritto da: Richard Landau

### Trama
- Guest star: William Beckley (tenente Wells), John McLiam (Bolt), James Doohan (Blogden), Adam Williams (McQueen), Med Flory (Ayres), James Best (soldato Hook)

## One Puka Puka
- Prima televisiva: 2 marzo 1963
- Scritto da: David Lang

### Trama
- Guest star: David Cadiente (Murphy), George Takei (Ochi), Poncie Ponce (tenente O'Hara), Frank Atienza (cowboy), Brian Avery (German POW), Sandy Kevin (soldato Saunders), Mako (Frank Fakuda)

## Ol´ Buddy
- Prima televisiva: 9 marzo 1963
- Diretto da: Richard L. Bare
- Scritto da: William Koenig

### Trama
- Guest star: Charles H. Radilak (Buhler), Ed Gilbert (Forgetz), Kevin Hagen (sergente Stein), Sheldon Allman (Machen), Sandy Kevin (soldato Saunders), Booth Colman (German Captain), Anthony Becket (tenente Bauman)

## A Taste of Peace
- Prima televisiva: 16 marzo 1963
- Scritto da: Ken Pettus

### Trama
- Guest star: Harlan Warde (maggiore McGowan), DeForest Kelley (colonnello Davenport), Mario Siletti (Alfredo Palli), Charlie Briggs (Eddie Ross), Julie Adams (Meg Thorpe), Glenn Cannon (Lefty Morgan), Charles Smith (tenente Tuttle)

## The Crucible
- Prima televisiva: 23 marzo 1963
- Diretto da: Charles Rondeau
- Scritto da: Don Tait
- Soggetto di: William L. Stuart

### Trama
- Guest star: Morgan Jones (tenente Col. Gates), Jean Del Val (vecchio), Suzi Carnell (Phoebe Pfeiffer), John Alonzo (caporale Marsh), Ed Nelson (maggiore Ross)

## Tommy
- Prima televisiva: 30 marzo 1963
- Diretto da: Charles Rondeau
- Scritto da: James O'Hanlon, George O'Hanlon

### Trama
- Guest star: Francine York (Angela), Andre Philippe (French Soldier), George O'Hanlon (Harry Cooper), David Frankham (Collier), Don Matheson (Emcee), Dorothy Provine (Joyce Adams)

## A Place to Die
- Prima televisiva: 1º giugno 1963
- Diretto da: Charles Rondeau
- Scritto da: Herman Groves

### Trama
- Guest star: Victoria Vetri (Sorella Catherine), Michael Parks (Billy Ray Melford), Reva Rose (Sorella Margaret), Argentina Brunetti (Mother Superior), Robert Fortier (maggiore Jergens), Felix Reinsch (maggiore Erhardt)